# Cyrtolabulus madli
Cyrtolabulus madli är en stekelart som beskrevs av Gusenleitner 1998. Cyrtolabulus madli ingår i släktet Cyrtolabulus och familjen Eumenidae. Inga underarter finns listade i Catalogue of Life.